# Hassan II
Pour les articles homonymes, voir Moulay Hassan et Hassan II (homonymie).
Hassan II (en arabe : ٱلْحَسَن ٱلثَّانِي al-Ḥasan ath-thānī et en berbère : ⵃⴰⵙⴰⵏ ⵡⵉⵙ ⵙⵉⵏ Ḥasan wis sin), né le 9 juillet 1929 à Rabat et mort le 23 juillet 1999 dans la même ville, est roi du Maroc du 26 février 1961 à sa mort.
Après son père Mohammed V, Hassan II est le vingt-et-unième monarque de la dynastie alaouite, qui règne sur le Maroc depuis le milieu du XVIIe siècle, et le deuxième qui ait porté le titre de roi (malik), au lieu de celui de sultan. Il est l’un des pères fondateurs de l’Union africaine et de l’Union du Maghreb.
Il est enterré au mausolée Mohammed V de Rabat, où reposent son père et son frère Moulay Abdellah. Son fils Sidi Mohammed lui a succédé sous le nom de Mohammed VI.
Son règne fut marqué par des pratiques autoritaires et dictatoriales, un absolutisme total, et des violations des droits de l'homme, en particulier pendant les années de plomb. Une commission, fut créée après sa mort, pour enquêter sur les faits, et dédommager les victimes,,,.

## Jeunesse

### Formation

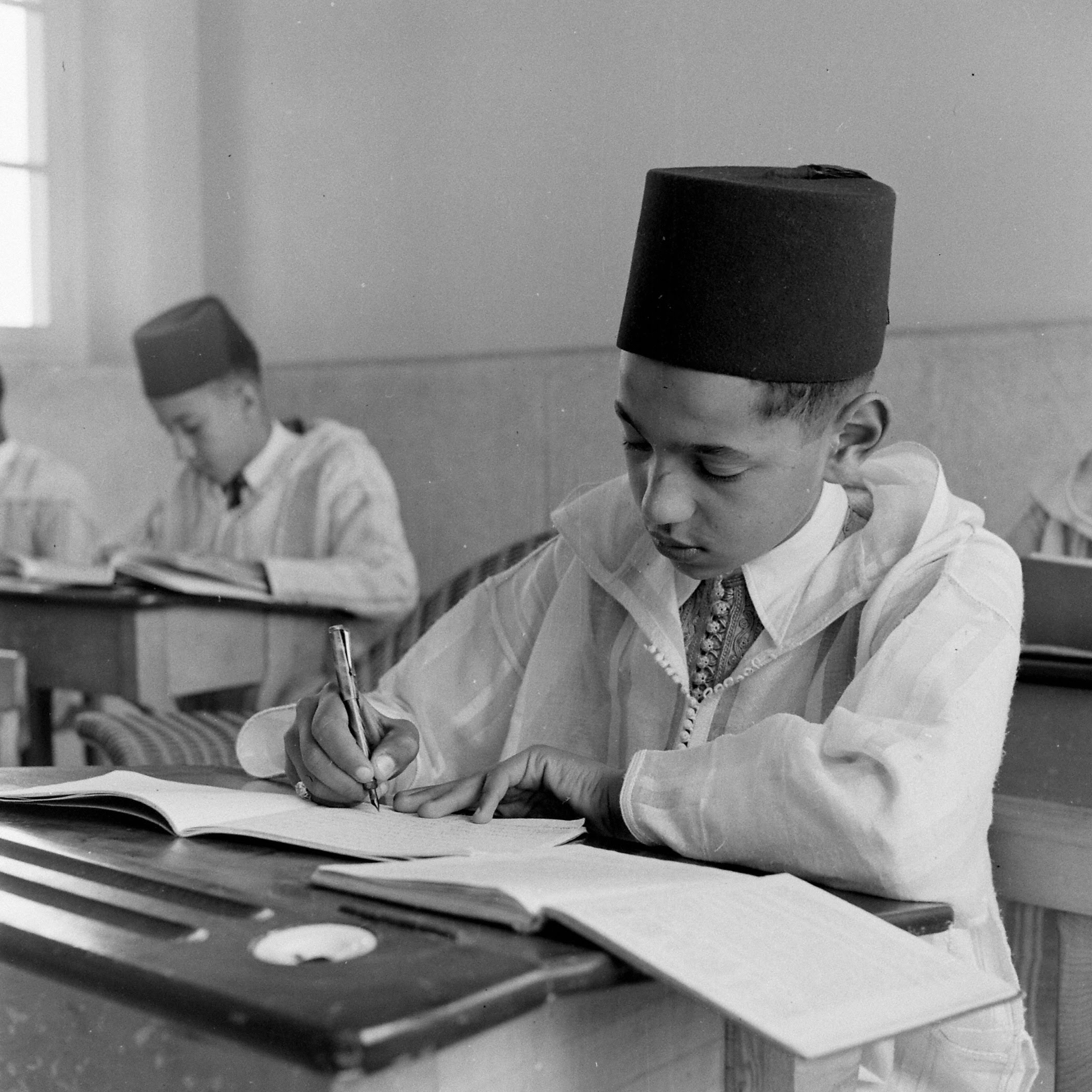
Hassan II en 1943.

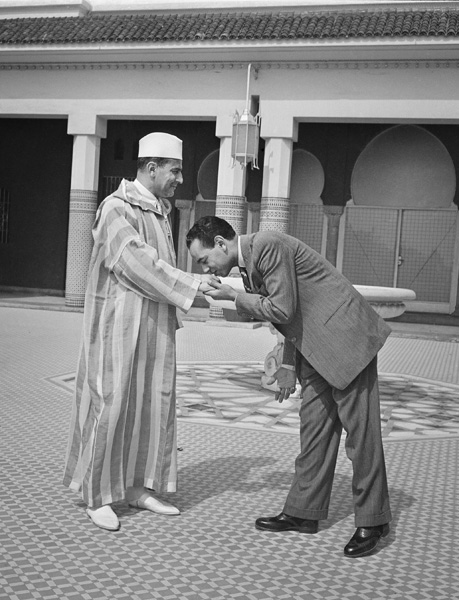
Le prince héritier Moulay El-Hassan et son père Mohammed V, en 1950.

Appelé Moulay Hassan en tant que prince héritier (variantes : Moulay El Hassan, Moulay Al Hassan), il est le fils du sultan et futur roi Mohammed V et de Lalla Abla bent Tahar. Le prince reçoit, au palais royal de Fès, les premiers enseignements de la science coranique, auprès de professeurs comme Moulay Tayeb el-Alaoui[réf. nécessaire]. Il suit sa scolarité au Collège royal de Rabat où il a, durant plusieurs années, Mehdi Ben Barka comme professeur de mathématiques. Il y obtient son baccalauréat en 1948.

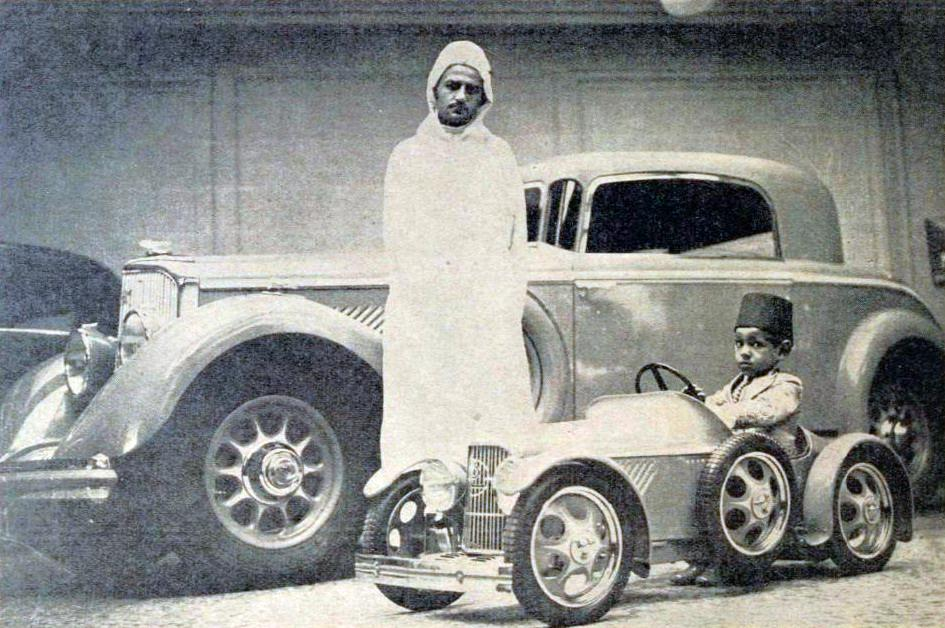
Le sultan du Maroc et son fils Hassan au magasin Panhard des Champs-Élysées (1934).

Moulay Hassan suit ses études universitaires à Rabat au Centre des Hautes Études marocaines, rattaché à la faculté de Bordeaux, d’où il est licencié en droit en 1951. Il est diplômé des hautes études de droit civil de la faculté de Bordeaux en 1952. Il était étudiant en doctorat à la Faculté de droit de Bordeaux, lorsqu’en août 1953 survint l’exil de sa famille qui dura jusque novembre 1955. Devenu roi, le 25 juin 1963 le doyen Lajugie lui remit les insignes de docteur honoris causa de l’université de Bordeaux.

### Prince héritier
Moulay el-Hassan est très tôt initié aux arcanes du pouvoir et de la diplomatie. En 1943, il assiste, aux côtés de son père, à la conférence d'Anfa où il rencontre Winston Churchill et Franklin Roosevelt. Cette conférence des Alliés se tenait à la veille de la libération de l'Europe.
En 1947, le prince participe au voyage historique de Mohammed V à Tanger et assiste au discours de son père qui, alors qu'il s'était accommodé de façon pragmatique pendant des années du statut de protectorat, prend conscience (sous l'influence de Roosevelt) de la portée des mouvements indépendantistes à travers le monde, réclame l'indépendance du pays, son unité, son intégrité territoriale et son adhésion à la Ligue arabe. Il lance lui-même un appel aux jeunes les invitant à se mobiliser pour la libération. En 1952, il participe au discours du Trône, considéré comme la charte du nationalisme marocain contre le protectorat.
L'année suivante, il est exilé avec le sultan en Corse à Zonza, puis à Madagascar, avant de rentrer le 23 novembre 1955.
L'indépendance acquise en 1956, son père le nomme chef d'état-major des forces armées royales — il réprime, à ce titre, le soulèvement du Rif — avant de le proclamer officiellement prince héritier le 9 juillet 1957.

## Roi du Maroc

### Accession au trône
Le 3 mars 1961, à la mort de Mohammed V, Moulay el-Hassan est proclamé roi du Maroc sous le nom de Hassan II.

### Début de règne

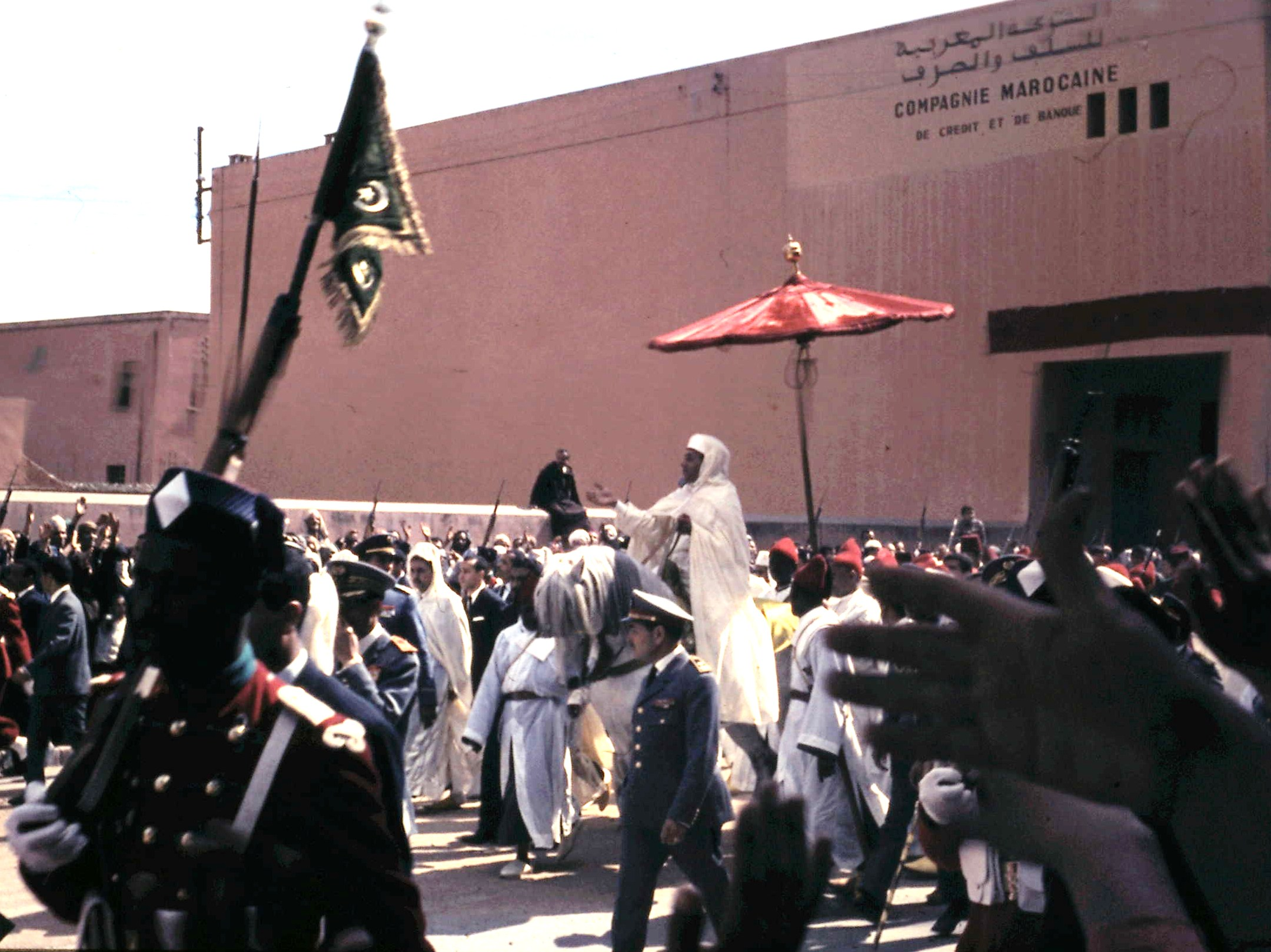
Le roi Hassan II (Marrakech, 1966).

Dès son ascension au pouvoir, Hassan II décide de s’appuyer sur l’élite politique, administrative et militaire formée par la France à partir des années 1930. Celle-ci, généralement francophile et résolument anti-istiqlalienne, comprend notamment Mohamed Oufkir. Il recrute, en tant que secrétaire personnelle, la républicaine espagnole Paquita Gorroño, l'une des figures de l'exil républicain à Rabat, qui travaille auprès de lui depuis 1956.
En décembre 1962, il fait adopter une constitution sur mesure, mal acceptée par les partis politiques — le roi, proclamé commandeur des croyants, est une personnalité « inviolable et sacrée ».
Une vague de répression s'abat alors sur l'opposition de gauche, suivie, après les émeutes de Casablanca et au Rif en 1965, par cinq ans d'état d'exception. En mars 1965, un mouvement des lycéens, encadré par l’Union nationale des étudiants du Maroc (UNEM), est lancé pour protester contre une loi du ministre de l’éducation, Youssef Belabes, limitant l’âge de l’accès aux lycées par interdiction de redoubler le brevet pour les plus de 16 ans,. Ces protestations sont réprimées avec violence : des centaines de jeunes sont tués en quelques jours, le bilan s’élèverait à plus de mille morts selon la presse étrangère et l’UNFP,. Le 29 octobre de cette même année, Mehdi Ben Barka, est enlevé au boulevard Saint-Germain à Paris (devant la brasserie Lipp), puis secrètement assassiné. De nombreux militants de l'Unfp sont emprisonnés et certains dirigeants du parti sont condamnés à mort.
Dans le même temps, il poursuit l'unification du royaume et la consolidation de son indépendance et de son intégrité territoriale : libération de la province de Tarfaya (1958) et de l'ancienne colonie espagnole, la province de Sidi Ifni (1969).
Pour Hassan II, le danger viendra ensuite de l'armée.
Le 10 juillet 1971, alors qu'il organise une réception à l'occasion de son anniversaire, près de 1 200 soldats pénètrent dans les enceintes du palais royal de Skhirat, faisant plus d'une centaine de morts (dont l'ambassadeur belge, Charles Guetta, plusieurs généraux etc), dans une tentative de coup d'État supposément menée par le lieutenant-colonel M'hamed Ababou et l'aide de camps du roi le général Medbouh mais dont la découverte postérieure de l'implication bien plus large de l'armée conduira à une réorganisation complète de celle-ci.
Le 16 août 1972, c'est le général et ministre de l'Intérieur et de la Défense Mohamed Oufkir qui monte une attaque aérienne contre l'avion du souverain alors que celui-ci rentre d'un voyage en France. Oufkir, selon la thèse officielle, se suicide (pourtant, on retrouvera sa dépouille avec cinq balles dans le dos). À chaque fois, Hassan II en réchappe. Il faudra attendre encore trois ans pour que le roi trouve enfin un terrain d'entente avec son opposition, son armée et, sans doute, son peuple.
Il emprisonnait ses opposants, et leurs familles, et les faisait torturer dans les caves de la Sûreté à Rabat,.
Selon le média Orient XXI, en 1975, Alexandre de Marenches, directeur du Service de documentation extérieure et de contre-espionnage français (SDECE) aurait imaginé la « marche verte » (en direction de la colonie espagnole du Sahara occidental) comme moyen de mobilisation du peuple marocain autour de son monarque. Elle permettrait également à ce dernier de se débarrasser d’une partie de l’armée marocaine, perçue comme une menace potentielle.

### Politique étrangère

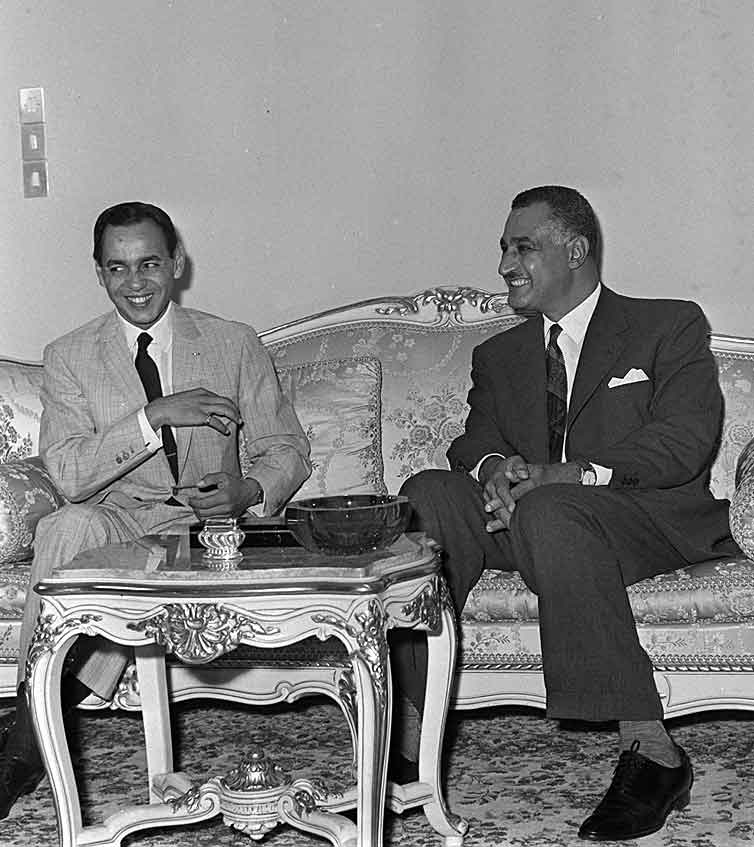
Hassan II avec le président égyptien Gamal Abdel Nasser (Casablanca, 13 septembre 1965).

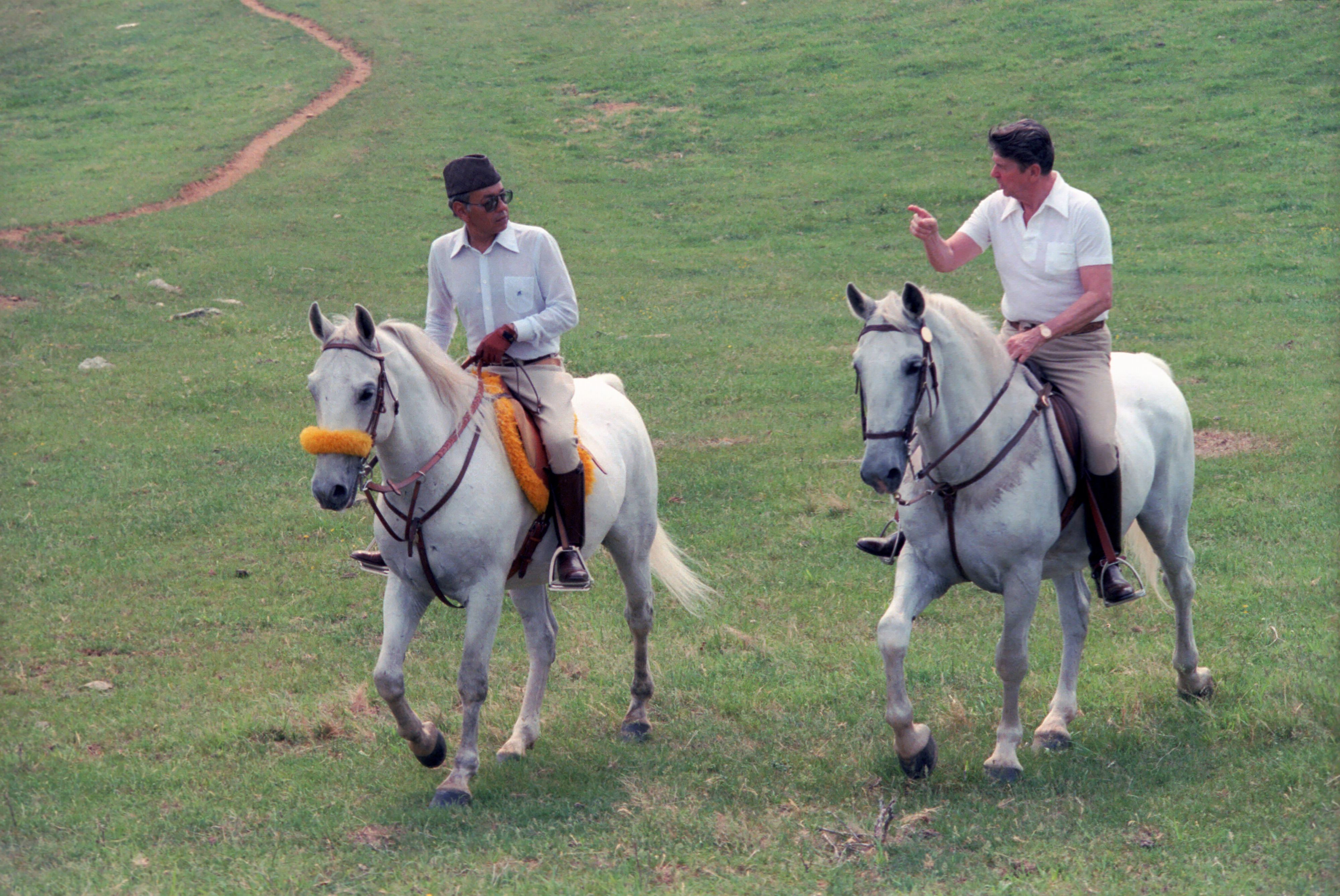
Hassan II avec le président américain Ronald Reagan (Virginie, 19 mai 1982).

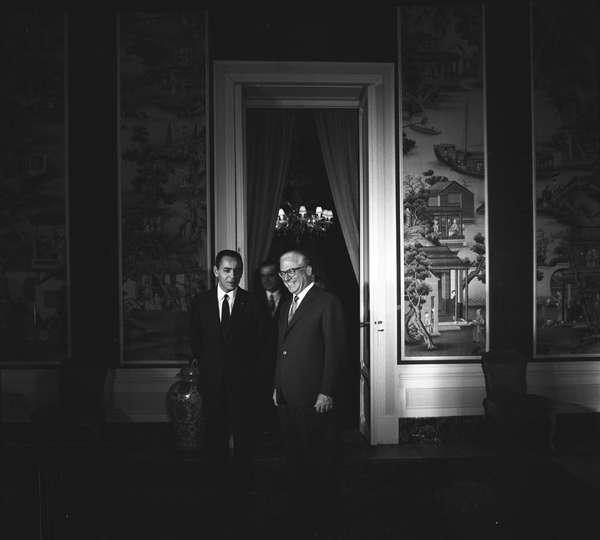
Hassan II avec le président italien Giovanni Gronchi (Rome, 30 août 1961).

Sur les questions diplomatiques, il est proche des États-Unis sans pour autant s'opposer frontalement à l'Union soviétique. Il adopte par ailleurs une approche ambiguë au sujet des conflits opposant Israël à certains pays arabes. D'après Yediot Aharonot et The Times of Israel, il fait enregistrer au profit du Mossad les travaux d’une réunion secrète des dirigeants arabes destinée à évaluer leurs capacités militaires ; enregistrements qui seront déterminants pour Israël lors de la guerre des six jours. En revanche, il envoie en 1973 au Golan un contingent se battre aux côtés des Syriens lors de la guerre d'octobre 1973.
Le 12 novembre 1984, lors du 20e sommet de l'Organisation de l'unité africaine, le roi suspend l'adhésion du Maroc par l'intermédiaire d'un membre de la délégation marocaine en protestation contre l'admission de la RASD au sein de l'institution,.

« Voilà, et je le déplore, l’heure de nous séparer. En attendant des jours plus sages, nous vous disons adieu et nous vous souhaitons bonne chance avec votre nouveau partenaire. »

— Hassan II
Il entre en conflit aussi avec le président burkinabé Thomas Sankara en raison de la décision de celui-ci de reconnaître la République arabe sahraouie démocratique.
Il entretient de très bons rapports avec la France, y compris avec une partie de son élite médiatique et financière. Ainsi, en 1988, le marché de la grande mosquée de Casablanca, un projet considérable financé via des contributions obligatoires, est accordé à son ami Francis Bouygues, l'un des plus puissants hommes d'affaires français. Son image en France est écornée après la parution en 1990 de Notre ami le roi de Gilles Perrault, dans lequel l'écrivain décrit les conditions de détention au bagne de Tazmamart, la répression visant les opposants de gauche et Sahraouis, les assassinats politiques, mais aussi la situation sociale et la pauvreté dans laquelle vit la majorité des Marocains.

### Islam, christianisme et judaïsme au Maroc

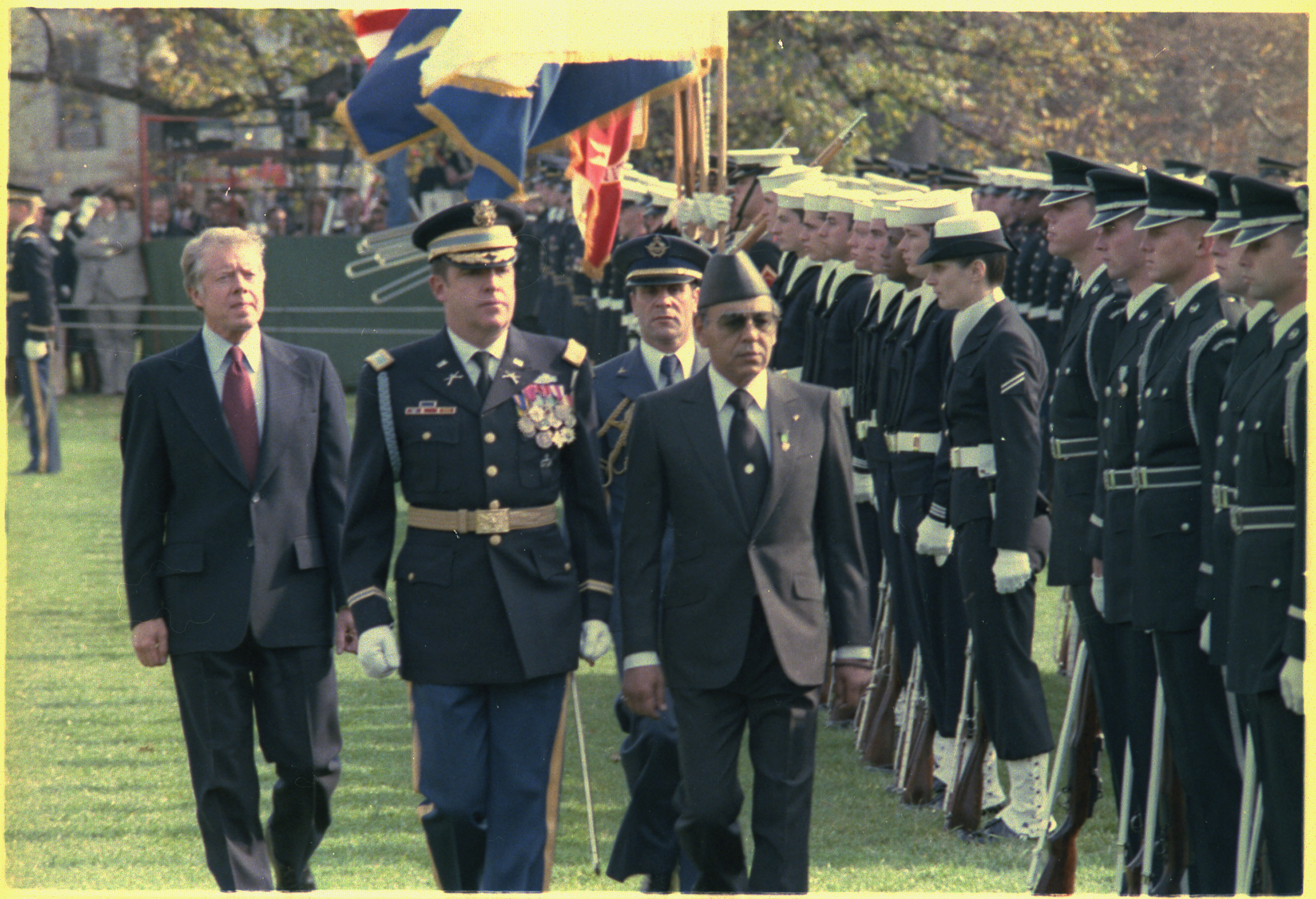
Hassan II avec le président américain Jimmy Carter (Washington, 14 novembre 1978).

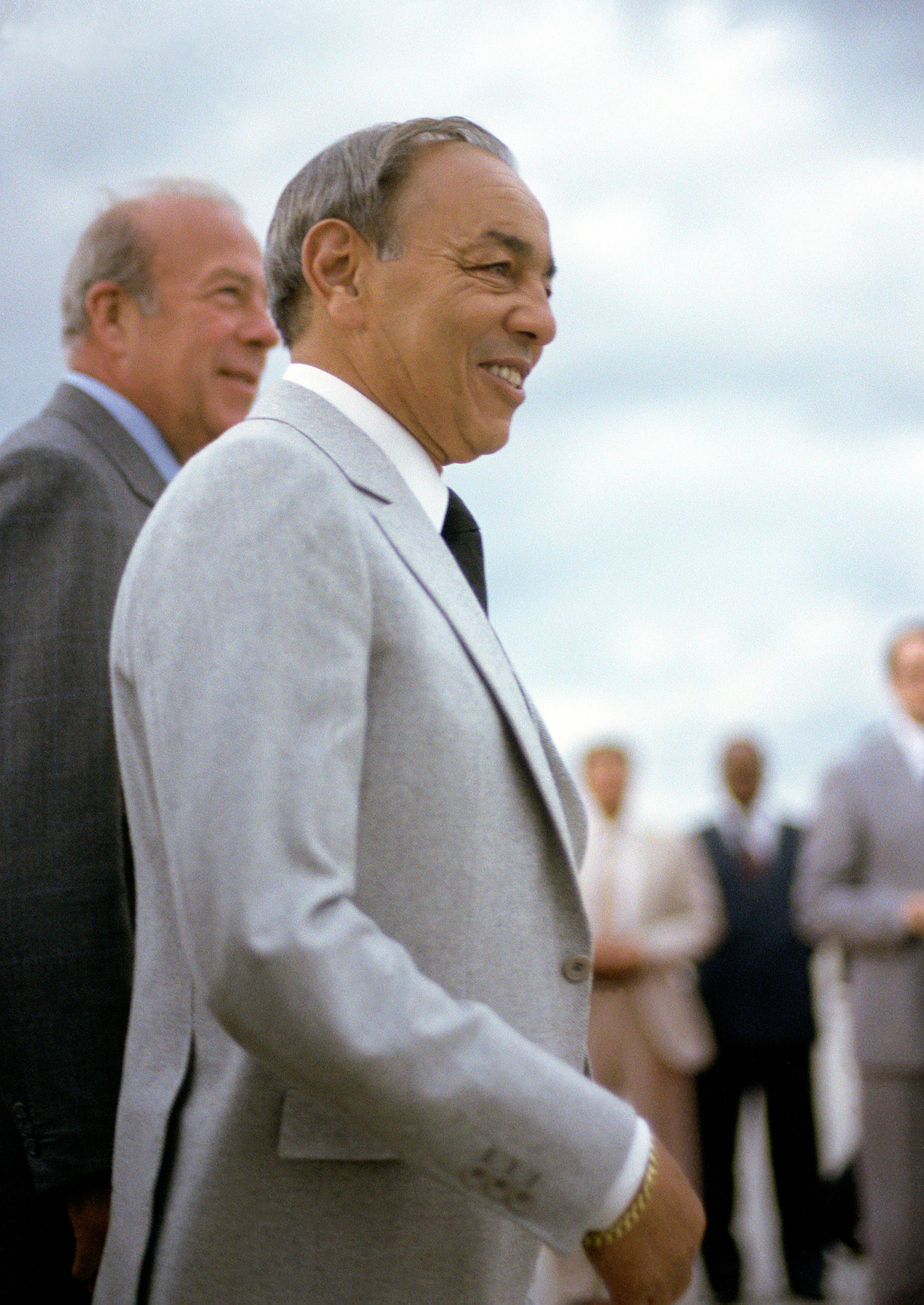
Hassan II en 1983.

En ce qui concerne les chrétiens, Hassan II accomplit un geste qui n'était pas seulement un symbole. En effet, il admit monseigneur Norbert Calmels (1908-1985), un dignitaire du Vatican et ami du roi, à l'Académie royale. Cet ecclésiastique originaire du département de l'Aveyron, en France, était chargé d'opérer le rapprochement entre l'islam et le christianisme. Aujourd'hui, le clergé catholique, quoique réduit, est non seulement libre d'exercer son culte, mais est également rétribué par les pouvoirs publics,.
L'initiative la plus spectaculaire, fut l'invitation adressée au pape Jean-Paul II à venir visiter le Maroc. Le 19 août 1985, au grand stade de Casablanca, le souverain pontife s'est adressé à plus de 80 000 jeunes Marocains en affirmant que les « chrétiens et les musulmans ont beaucoup de choses en commun, en tant que croyants et en tant qu'hommes [...] et que, dans le passé, nous nous sommes mal compris, nous nous sommes souvent opposés, et nous avons dépensé beaucoup trop d'énergie dans des querelles et dans des guerres. Je crois au fait que Dieu nous pousse aujourd'hui à changer nos vieilles méthodes »[réf. nécessaire].
Hassan II citait souvent ce verset du Coran (sourate 29:46 "Al-Ankabut", l'Araignée) qui signifie : Et ne discute que de la meilleure façon avec les gens du livre, sauf ceux qui sont injustes. Et dites : « nous croyons en ce qu'on a fait descendre vers nous et descendre vers vous, tandis que notre Dieu et votre Dieu sont le même (Un Dieu unique), et c'est à lui que nous nous soumettons ».
La communauté juive marocaine comptait plusieurs centaines de milliers de personnes et était présente au Maroc depuis le IIe siècle av. J.-C. Après la proclamation de l’État d’Israël en 1948, les relations se tendent et des émeutes antijuives éclatent à Oujda et à Djerada. Ces événements conduisent environ 60 000 juifs à quitter le Maroc pour Israël entre 1955 et 1956. Ces départs se poursuivent jusqu’à ce qu’en 1961, le roi Hassan II autorise officiellement les juifs marocains à émigrer en Israël. Environ 80 000 d'entre eux, généralement très pauvres, partent à la suite de l'autorisation du roi.
Enfin, après la guerre israélo-arabe de 1973, dans un climat de plus en plus hostile, 40 000 juifs du Maroc partent s’installer en France. Il résulte de ces différentes vagues migratoires que le Maroc ne compte aujourd'hui plus qu'un nombre infime de personnes de confession juive, estimé à environ 3 000, qui vivent aujourd'hui principalement dans la région de Casablanca.

### Fin de règne et mort

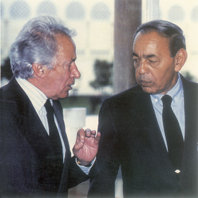
Le roi Hassan II et Ahmed Reda Guedira (1990).

Son portrait apparaît dans tout le pays, sur les avenues, chez les commerçants qui peuvent être inquiétés par la police s'il n'est pas bien mis en évidence. Mais ce ne sera qu'à la fin des années 1980, après une nouvelle série d'émeutes (au nord particulièrement, région plongée dans la précarité) et la montée en force de l'islamisme, que son régime commence lentement à se libéraliser. Les réformes constitutionnelles de 1992 et 1996 atténuent ainsi le caractère absolutiste de la monarchie. En février 1998, enfin, Hassan II nomme un opposant de toujours, le socialiste Abderrahman el-Youssoufi, au poste de Premier ministre chargé d'assurer « l'alternance ».
Parmi les actions emblématiques menées par le roi, on compte la politique de l'eau, avec la construction de grands barrages dans le pays afin de garantir l'approvisionnement en eau de la population, de l'agriculture, de l'industrie, etc. Grâce à cette politique, le Maroc compte 139 grands barrages (2015) avec une capacité de mobilisation des eaux de surface égale à 17,6 milliards de mètres cubes. Cette politique se poursuit toujours avec, en moyenne, la mise en exploitation de deux à trois nouveaux barrages chaque année. L'un des barrages construits à l'est du pays dans le cadre de ce plan fut baptisé barrage Hassan II.
À partir des années 1990, une opération de grande envergure pour la privatisation des entreprises publiques est menée par le roi et André Azoulay, le conseiller économique de la monarchie. Le groupe français Accor a ainsi pu acquérir six hôtels de la chaîne marocaine Moussafir et la gestion du palais Jamaï de Fès. Cette opération de privatisation permet d’une part aux notables marocains proches du pouvoir de contrôler les entreprises publiques les plus en vue, et, d’autre part, aux sociétés françaises d’opérer un retour en force dans l'économie du pays. La famille royale acquiert notamment le groupe minier Monagem. Hassan II meurt le 23 juillet 1999.

### Obsèques et inhumation
Les funérailles du roi Hassan II à Rabat le 25 juillet 1999 furent l'occasion de grandes manifestations de ferveur populaire et de soutien à la monarchie. Lors de la procession funèbre, le cortège est enveloppé par une masse de deux et demi à trois millions de personnes venues rendre un dernier hommage à leur roi. Cet événement est retransmis en direct par plus de 80 chaînes de télévision, dont les principales chaînes arabes et occidentales, représentant 65 pays. Des délégations et des représentants de plus de 60 pays viennent à Rabat pour lui rendre un dernier hommage. Plusieurs chefs d'État participent aux obsèques et font partie du cortège funèbre. Hassan II repose depuis dans le mausolée de son père à Rabat, avec son frère cadet Moulay Abdellah.

## Famille
Le père d'Hassan II est Mohammed V du Maroc, sa mère Lalla Abla bint Tahar.
Hassan II a cinq sœurs et un frère :
- la princesse Lalla Fatima Zohra, née le 29 juin 1929, (du premier mariage de Mohammed V avec Lalla Hanila bint Mamoun) morte le 10 août 2014 ;
- la princesse Lalla Aicha, née le 17 juin 1930 à Rabat morte le 4 septembre 2011 (du second mariage de Mohammed V avec Lalla Abla) ;
- la princesse Lalla Malika, née le 14 mars 1933 à Rabat, morte le 28 septembre 2021 (du second mariage de Mohammed V) ;
- le prince Moulay Abdallah, né le 30 juillet 1935 à Rabat, mort en 1983 (du second mariage de Mohammed V) ;
- la princesse Lalla Nezha, née en 1940 à Rabat, morte en 1977 (du second mariage de Mohammed V) ;
- la princesse Lalla Amina, née à Madagascar le 8 avril 1954, morte le 16 août 2012 à Fès des suites d'une longue maladie (du troisième mariage de Mohammed V du Maroc avec Lalla Bahia bint Antar morte en 2008).

Hassan II épousa Lalla Latifa Hammou le 9 novembre 1961 lors d'une double cérémonie nuptiale avec son frère Moulay Abdallah,. Il eut cinq enfants avec son épouse, portant tous la qualification d'altesse royale :
- la princesse Lalla Meryem (26 août 1962) ;
- le prince Sidi Mohammed (21 août 1963), futur Mohammed VI ;
- la princesse Lalla Asmaa (29 septembre 1965) ;
- la princesse Lalla Hasnaa (19 novembre 1967) ;
- le prince Moulay Rachid (20 juin 1970).

## Distinctions

### Décorations

#### Décorations marocaines
- Grand maître de l’ordre de Mahomet
- Grand maître de l’ordre du Trône
- Grand maître de l’ordre de l'Indépendance
- Grand maître de l’ordre du Ouissam alaouite
- Grand maître de l’ordre de la Fidélité
- Grand maître de l’ordre du Mérite militaire
- Grand maître de l’ordre national du Mérite
- Grand maître de l’ordre national de Prosperity

#### Décorations étrangères
- Grand-croix classe spéciale de l’ordre du Mérite de la République fédérale (Allemagne)
- Grand collier de l'ordre d’Abdulaziz al Saoud (Arabie saoudite)
- Grande étoile de l’ordre du Mérite de la République (Autriche)
- Grand collier de l’ordre des al-Khalifa (Bahreïn)
- Grand cordon de l’ordre de Léopold (Belgique)
- Grand-croix de l’ordre royal (Cambodge)
- Chevalier de l’ordre de l'Éléphant (Danemark)
- Collier de l’ordre du Nil (Égypte)
- Grand collier de l’ordre d’Etihad (Émirats arabes unis)
- Collier de l’ordre civil d’Alfonso X le Sage (Espagne)
- Collier de l'ordre de Charles III (Espagne)
- Grand-croix de la Légion d’honneur (France)[41]
- Grand-croix de l’ordre du Rédempteur (Grèce)
- Grand cordon de l’ordre des Deux Rivières (Irak)
- Grand collier de l’ordre des Pahlavi (Iran)
- Chevalier grand-croix avec collier de l’ordre du Mérite de la République italienne (Italie)
- Grand collier de l’ordre de Ali ibn Hussein (Jordanie)
- Grand collier de l’ordre de Mubarak le Grand (en) (Koweït)
- Grade extraordinaire de l’ordre du Mérite (Liban)
- Grand cordon de l’ordre d’Idris Ier (Libye)
- Grand-croix de l’ordre national (Mali)
- Grand cordon de l'ordre du Mérite national (Mauritanie)
- Grand collier de l'ordre d'Oman (Oman)
- Grand collier de l'État de Palestine (Palestine)
- Chevalier grand-croix de l’ordre du Lion néerlandais (Pays-Bas)
- Classe spéciale de l’ordre du Pakistan (en) (Pakistan)
- Grand collier de l'ordre de Sant'Iago de l'Épée (Portugal)
- Grand-croix avec collier de l’ordre du Prince Henri (Portugal)
- Grand collier de l’ordre de la Tour et de l'Épée (Portugal)
- Grand collier de l’ordre de l’Indépendance (Qatar)
- Chevalier honoraire grand-croix de l’ordre du Bain (Royaume-Uni)
- Chevalier honoraire grand-croix de l’ordre royal de Victoria (Royaume-Uni)
- Chevalier de l'ordre des Séraphins (Suède)
- Collier de l’ordre des Deux Nils (Soudan)
- Grand cordon dans l'ordre des Omeyyades (Syrie)
- Grand cordon avec collier de l’ordre de la République (Tunisie)
- Grand collier de l'ordre du 7-Novembre (Tunisie)
- Grand cordon l'ordre de l'Étoile (Yougoslavie)

### Honneurs
Il a obtenu plusieurs doctorats honoris causa :
- Université Cheikh-Anta-Diop ( Sénégal, 1964)[42]
- Université du Caire ( Égypte)
- Université de Bordeaux ( France, 1963)[43]
- Université de Georgetown ( États-Unis)

## Publications
- Le Défi, Paris, Albin Michel, 1976, 288 p.
- La Mémoire d'un Roi, Paris, Plon, 1993, 304 p. Entretiens avec Éric Laurent.
- Le Génie de la modération : Réflexions sur les vérités de l'Islam, Paris, Plon, 2000, 353 p. Entretiens avec Éric Laurent. Préface de Mohammed VI.